# La revue des livres pour enfants
La Revue des livres pour enfants est un bimestriel à destination des personnes souhaitant se tenir au courant de la production éditoriale de la littérature jeunesse, et en particulier les professionnels de la littérature jeunesse.

## Historique
La revue fait suite au Bulletin d’analyses de livres pour enfants (0525-1125) publiée de 1965 à 1976 à l’initiative de l’association La Joie par les Livres. Le comité de lecture de la joie par les livres, composé de bibliothécaires jeunesse et de professeurs, proposait dans chaque numéro de ce trimestriel l'analyse d'une quinzaine de nouveautés sélectionnées. À partir de mars 1967, le contenu s'enrichit d'informations plus générales autour de la littérature et des bibliothèques jeunesses.

## Composition
L’avant dernier numéro de l'année est une sélection annuelle. Elle couvre toutes les tranches d’âges et tous les genres de la littérature jeunesse, de la petite enfance à l’adolescence et de l’album aux supports multimédia.
Chaque numéro de la revue est défini par une thématique, et divisé en trois parties. La première « Nouveautés » est subdivisée par genre et âge : livres d’images, contes, poésies-comptines, livres CD, théâtre, textes illustrés, premières lectures, romans, bandes dessinées, documentaires et multimédia (les jeux sur console ont fait leur apparition dans la revue en 2006). Il s’agit d’analyses, de critiques d’une sélection d’environ deux cents ouvrages faites par l'équipe de La Joie par les livres. La seconde partie est un « Dossier » sur la thématique du numéro, toujours en rapport avec la littérature jeunesse. La troisième partie, « Actualité », comprend selon les numéros, des comptes-rendus d’une rencontre avec des acteurs de la littérature jeunesse, la « Vie des bibliothèques », la « Vie de l’édition », et des « Échos » du monde de la littérature jeunesse.

## Version numérique
Le site de La Joie par les Livres propose la version numérisée de la revue depuis le premier numéro en 1965 et à l'exception des numéros sortis au cours des deux dernières années, pour lesquels seuls les sommaires sont consultables.

## Outil professionnel
La revue des livres pour enfants est utilisée par les bibliothécaires en tant qu’outil bibliographique dans le cadre des sélections pour leurs futures acquisitions.